# Pomaderris brunnea
Pomaderris brunnea är en brakvedsväxtart som beskrevs av N. A. Wakefield. Pomaderris brunnea ingår i släktet Pomaderris och familjen brakvedsväxter. Inga underarter finns listade i Catalogue of Life.